# 1982 في أستراليا
فيما يلي قوائم الأحداث التي وقعت خلال عام 1982 في أستراليا.

## سياسة

### تعيين في المنصب
- 3 أبريل – جوان كيرنير عضو المجلس التشريعي الفيكتوري.
- 3 أبريل – دايفيد كينيدي عضو الجمعية التشريعية فيكتوريا.
- 29 يوليو – نينيان ستيفين الحكام العامون لأستراليا.

## أفلام
من الأفلام التي صدرت هذه السنة في أستراليا:
- 1 يناير – سنة العيش بخطورة من إخراج بيتر وير (مخرج).
- 24 ديسمبر – ماد ماكس 2 من إخراج جورج ميلر.

## مواليد

### يناير
- 1 يناير – إيما بوث
- 7 يناير – جادي نورث لاعب كرة قدم أسترالي.
- 8 يناير – جوناثان كانتويل درّاج طريق أسترالي.
- 8 يناير – ليندسي تايت لاعب كرة سلة نيوزيلندي.
- 16 يناير – أوسكار فورمان لاعب كرة سلة أسترالي.
- 29 يناير – ليام راش لاعب كرة سلة أسترالي.

### فبراير
- 4 فبراير – بيتر داوسون درّاج طريق أسترالي.
- 8 فبراير – ليام ماكنتاير ممثل أسترالي.
- 11 فبراير – جراد برو لاعب كرة سلة أسترالي.
- 11 فبراير – مارك دي موري
- 11 فبراير – نيل روبرتسون لاعب سنوكر أسترالي.
- 24 فبراير – جنيفر سكرين لاعبة كرة سلة أسترالية.

### مارس
- 9 مارس – ريان بايلي دراج أسترالي.
- 10 مارس – برنت هبا لاعب كرة سلة أسترالي.
- 16 مارس – آدم كابورن
- 19 مارس – براد جونز لاعب كرة قدم أسترالي.

### أبريل
- 3 أبريل – أيان فايف

### مايو
- 18 مايو – كاثرين بيتس درّاجة طريق أسترالية.
- 22 مايو – إيرين مكنوت ممثلة أسترالية.

### يونيو
- 19 يونيو – كريس فيرمولين متسابق دراجات نارية أسترالي.

### يوليو
- 10 يوليو – جيفري والكر ممثل أسترالي.
- 16 يوليو – ستيف هوكر
- 30 يوليو – إيفون ستراهوفسكي ممثلة أسترالية.

### أغسطس
- 7 أغسطس – آبي كورنيش ممثلة أسترالية.
- 17 أغسطس – بيلي ديب ملاكم أسترالي.
- 20 أغسطس – جوشوا كينيدي لاعب كرة قدم أسترالي.

### سبتمبر
- 9 سبتمبر – بريندون سانتالاب لاعب كرة قدم أسترالي.
- 23 سبتمبر – أليسا سثرلاند

### أكتوبر
- 13 أكتوبر – إيان ثورب سباح أسترالي.
- 16 أكتوبر – بيبا بلاك
- 19 أكتوبر – داميان كودلين متسابق دراجات نارية أسترالي.
- 22 أكتوبر – مارك رينشو درّاج طريق أسترالي.

### نوفمبر
- 9 نوفمبر – جانا بيتمان
- 9 نوفمبر – ديريك مولر مقدم تلفزيوني أسترالي.
- 25 نوفمبر – مات بيرستون لاعب كرة سلة أسترالي.

### ديسمبر
- 4 ديسمبر – نيك فيوتتش محاضر تحفيزي أسترالي.
- 16 ديسمبر – جاريد جريفز درّاج طريق أسترالي.

## وفيات

### مايو
- 23 مايو – فلورنس ماكنزي (مواليد 1890) مهندسة كهربائية أسترالية.